# Verteuil-d'Agenais
Verteuil-d'Agenais est une commune du Sud-Ouest de la France, située dans le département de Lot-et-Garonne (région Nouvelle-Aquitaine).

## Géographie

### Communes limitrophes
Les communes limitrophes sont Tourtrès, Brugnac, Coulx, Grateloup-Saint-Gayrand, Hautesvignes, Labretonie et Varès.
| Labretonie   | Tourtrès                | Coulx   |
| Hautesvignes | Verteuil-d'Agenais      | Brugnac |
| Varès        | Grateloup-Saint-Gayrand |         |

### Climat
Le climat qui caractérise la commune est qualifié, en 2010, de « climat du Bassin du Sud-Ouest », selon la typologie des climats de la France qui compte alors huit grands types de climats en métropole. En 2020, la commune ressort du type « climat océanique altéré » dans la classification établie par Météo-France, qui ne compte désormais, en première approche, que cinq grands types de climats en métropole. Il s’agit d’une zone de transition entre le climat océanique et les climats de montagne et semi-continental. Les écarts de température entre hiver et été augmentent avec l'éloignement de la mer. La pluviométrie est plus faible qu'en bord de mer, sauf aux abords des reliefs.
Les paramètres climatiques qui ont permis d’établir la typologie de 2010 comportent six variables pour les températures et huit pour les précipitations, dont les valeurs correspondent à la normale 1971-2000. Les sept principales variables caractérisant la commune sont présentées dans l'encadré ci-après.
| Paramètres climatiques communaux sur la période 1971-2000 - Moyenne annuelle de température : 13 °C - Nombre de jours avec une température inférieure à −5 °C : 2,1 j - Nombre de jours avec une température supérieure à 30 °C : 9,9 j - Amplitude thermique annuelle : 15,3 °C - Cumuls annuels de précipitation : 804 mm - Nombre de jours de précipitation en janvier : 11,5 j - Nombre de jours de précipitation en juillet : 6,5 j |

Avec le changement climatique, ces variables ont évolué. Une étude réalisée en 2014 par la Direction générale de l'Énergie et du Climat complétée par des études régionales prévoit en effet que la  température moyenne devrait croître et la pluviométrie moyenne baisser, avec toutefois de fortes variations régionales. La station météorologique de Météo-France installée sur la commune et en service de 1993 à 2016 permet de connaître l'évolution des indicateurs météorologiques. Le tableau détaillé pour la période 1981-2010 est présenté ci-après.
| Mois                                  | jan.            | fév.            | mars           | avril           | mai             | juin          | jui.          | août         | sep.        | oct.            | nov.        | déc.          | année    |
| ------------------------------------- | --------------- | --------------- | -------------- | --------------- | --------------- | ------------- | ------------- | ------------ | ----------- | --------------- | ----------- | ------------- | -------- |
| Température minimale moyenne (°C)     | 2,7             | 2,6             | 4,5            | 6,6             | 10,5            | 13,6          | 14,9          | 15           | 11,6        | 10              | 5,2         | 3             | 8,4      |
| Température moyenne (°C)              | 6,4             | 7,2             | 10,1           | 12,4            | 16,4            | 19,8          | 21,5          | 21,6         | 18          | 15              | 9,3         | 6,5           | 13,7     |
| Température maximale moyenne (°C)     | 10              | 11,8            | 15,7           | 18,2            | 22,4            | 26            | 28            | 28,2         | 24,3        | 20,1            | 13,3        | 9,9           | 19       |
| Record de froid (°C) date du record   | −9 13.01.03     | −14 09.02.12    | −10,5 01.03.05 | −3,8 04.04.1996 | 0,8 06.05.02    | 3,8 01.06.06  | 8 16.07.12    | 7 29.08.1998 | 3 25.09.02  | −4,2 31.10.1997 | −8 18.11.07 | −11 17.12.01  | −14 2012 |
| Record de chaleur (°C) date du record | 18,7 25.01.1995 | 22,5 15.02.1998 | 27,5 20.03.05  | 30,5 30.04.05   | 33,2 28.05.1995 | 38,5 30.06.15 | 39,2 13.07.03 | 41 26.08.10  | 37 03.09.05 | 33 04.10.04     | 25 07.11.15 | 20,5 08.12.10 | 41 2010  |
| Précipitations (mm)                   | 70,2            | 53,4            | 54,6           | 83,6            | 78,4            | 62,3          | 58,6          | 60,3         | 69,9        | 67,4            | 83,1        | 75,3          | 817,1    |

## Urbanisme

### Typologie
Au 1er janvier 2024, Verteuil-d'Agenais est catégorisée commune rurale à habitat très dispersé, selon la nouvelle grille communale de densité à sept niveaux définie par l'Insee en 2022.
Elle est située hors unité urbaine et hors attraction des villes,.

### Occupation des sols

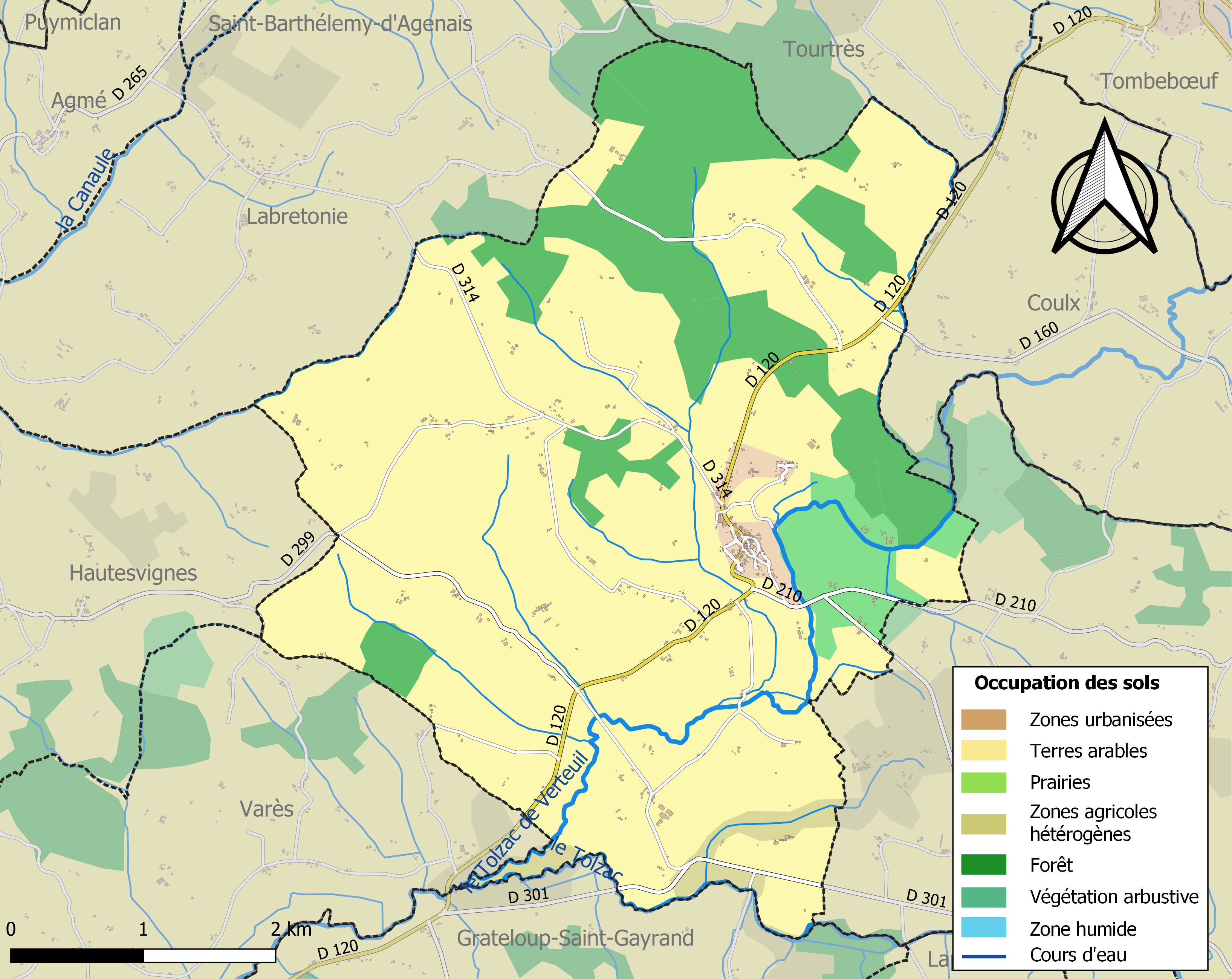
Carte des infrastructures et de l'occupation des sols de la commune en 2018 (CLC).

L'occupation des sols de la commune, telle qu'elle ressort de la base de données européenne d’occupation biophysique des sols Corine Land Cover (CLC), est marquée par l'importance des territoires agricoles (76,1 % en 2018), en diminution par rapport à 1990 (79,9 %). La répartition détaillée en 2018 est la suivante : 
terres arables (74 %), forêts (18,2 %), milieux à végétation arbustive et/ou herbacée (4 %), zones agricoles hétérogènes (2,1 %), zones urbanisées (1,7 %). L'évolution de l’occupation des sols de la commune et de ses infrastructures peut être observée sur les différentes représentations cartographiques du territoire : la carte de Cassini (XVIIIe siècle), la carte d'état-major (1820-1866) et les cartes ou photos aériennes de l'IGN pour la période actuelle (1950 à aujourd'hui).

### Risques majeurs
Le territoire de la commune de Verteuil-d'Agenais est vulnérable à différents aléas naturels : météorologiques (tempête, orage, neige, grand froid, canicule ou sécheresse), inondations, mouvements de terrains et séisme (sismicité très faible). Un site publié par le BRGM permet d'évaluer simplement et rapidement les risques d'un bien localisé soit par son adresse soit par le numéro de sa parcelle.
Certaines parties du territoire communal sont susceptibles d’être affectées par le risque d’inondation par une crue à  débordement lent de cours d'eau, notamment le Tolzac et le Tolzac de Verteuil. La commune a été reconnue en état de catastrophe naturelle au titre des dommages causés par les inondations et coulées de boue survenues en 1982, 1983, 1992, 1993, 1999, 2009 et 2021,.
Les mouvements de terrains susceptibles de se produire sur la commune sont des tassements différentiels.

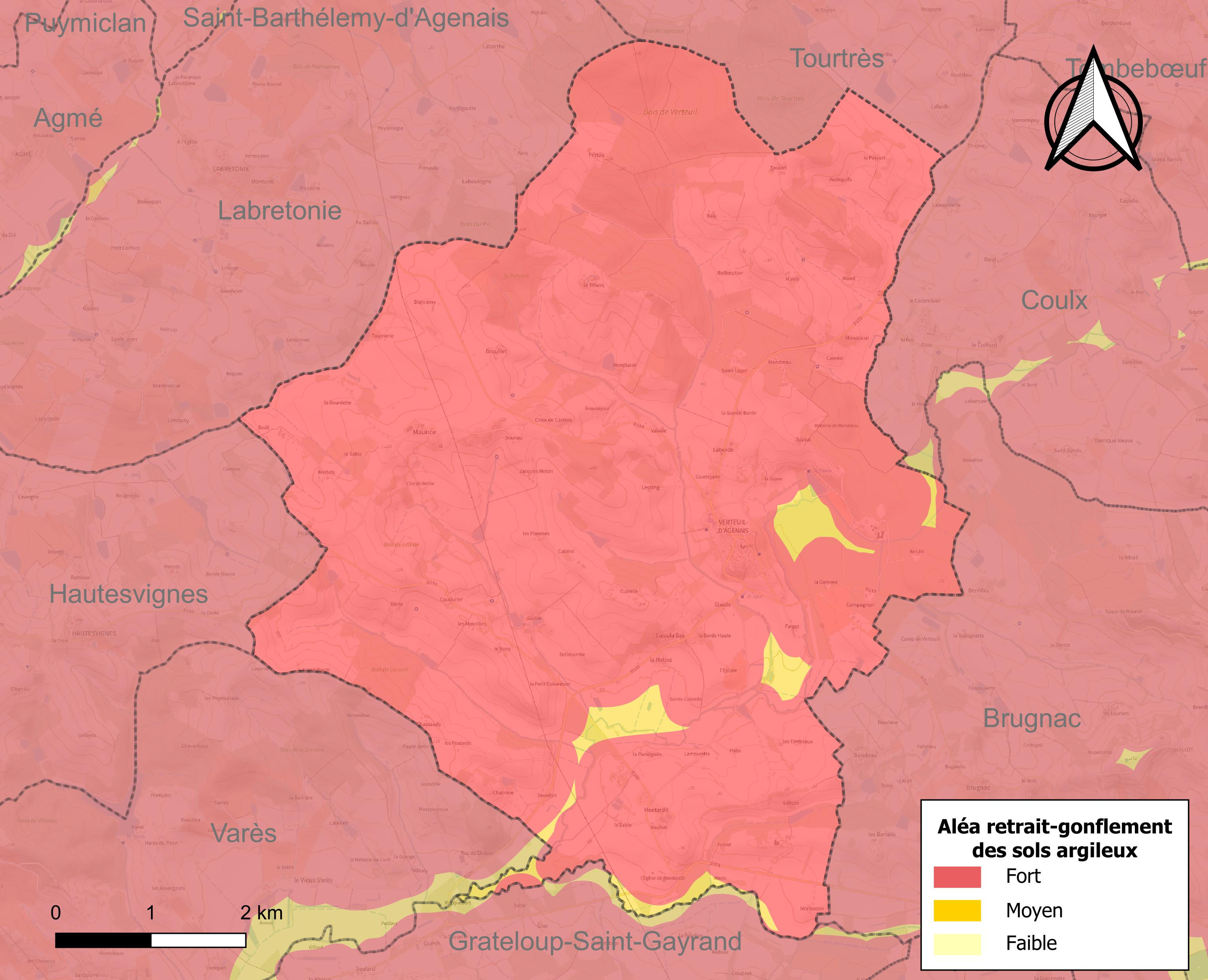
Carte des zones d'aléa retrait-gonflement des sols argileux de Verteuil-d'Agenais.

Le retrait-gonflement des sols argileux est susceptible d'engendrer des dommages importants aux bâtiments en cas d’alternance de périodes de sécheresse et de pluie. La totalité de la commune est en aléa moyen ou fort (91,8 % au niveau départemental et 48,5 % au niveau national). Depuis le 1er octobre 2020, en application de la loi ELAN, différentes contraintes s'imposent aux vendeurs, maîtres d'ouvrages ou constructeurs de biens situés dans une zone classée en aléa moyen ou fort,.
Concernant les mouvements de terrains, la commune a été reconnue en état de catastrophe naturelle au titre des dommages causés par la sécheresse en 1989, 2003, 2005, 2011 et 2017 et par des mouvements de terrain en 1999.

## Histoire
Ancien castrum mentionné pour la première fois en 1259.

## Héraldique
| Blason de Verteuil-d'Agenais | Blason  | D'or à l'arbre terrassé de sinople.              |
| Blason de Verteuil-d'Agenais | Détails | Le statut officiel du blason reste à déterminer. |

## Politique et administration
| Période                                  | Période   | Identité          | Étiquette     | Qualité             |
| ---------------------------------------- | --------- | ----------------- | ------------- | ------------------- |
| avant 1962                               | ?         | André Dagen       | PCF           | Exploitant agricole |
| avant 1995                               | ?         | François Bonnevay |               |                     |
| juin 1995                                | mars 2001 | Albert Toffoli    | Apparenté PCF |                     |
| mars 2001                                | En cours  | Jean-Claude Blay  |               |                     |
| Les données manquantes sont à compléter. |           |                   |               |                     |

## Démographie
L'évolution du nombre d'habitants est connue à travers les recensements de la population effectués dans la commune depuis 1793. Pour les communes de moins de 10 000 habitants, une enquête de recensement portant sur toute la population est réalisée tous les cinq ans, les populations de référence des années intermédiaires étant quant à elles estimées par interpolation ou extrapolation. Pour la commune, le premier recensement exhaustif entrant dans le cadre du nouveau dispositif a été réalisé en 2005.

En 2022, la commune comptait 544 habitants, en évolution de −8,57 % par rapport à 2016 (Lot-et-Garonne : −0,18 %, France hors Mayotte : +2,11 %).
| 1793  | 1800  | 1806  | 1821  | 1831  | 1836  | 1841 | 1846  | 1851  |
| ----- | ----- | ----- | ----- | ----- | ----- | ---- | ----- | ----- |
| 1 970 | 1 006 | 1 118 | 1 063 | 1 165 | 1 131 | 995  | 1 032 | 1 086 |

| 1856  | 1861  | 1866  | 1872  | 1876  | 1881  | 1886  | 1891  | 1896 |
| ----- | ----- | ----- | ----- | ----- | ----- | ----- | ----- | ---- |
| 1 025 | 1 044 | 1 063 | 1 071 | 1 058 | 1 039 | 1 027 | 1 012 | 907  |

| 1901 | 1906 | 1911 | 1921 | 1926 | 1931 | 1936 | 1946 | 1954 |
| ---- | ---- | ---- | ---- | ---- | ---- | ---- | ---- | ---- |
| 883  | 879  | 937  | 747  | 742  | 763  | 782  | 726  | 693  |

| 1962 | 1968 | 1975 | 1982 | 1990 | 1999 | 2005 | 2006 | 2010 |
| ---- | ---- | ---- | ---- | ---- | ---- | ---- | ---- | ---- |
| 701  | 709  | 622  | 545  | 549  | 544  | 498  | 490  | 558  |

| 2015 | 2020 | 2022 | - | - | - | - | - | - |
| ---- | ---- | ---- | - | - | - | - | - | - |
| 591  | 550  | 544  | - | - | - | - | - | - |

## Lieux et monuments
- Château de Verteuil[24] inscrit au titre des monuments historiques en 1996.
- Château de Roquepiquet[25] inscrit au titre des monuments historiques en 1997.
- Église paroissiale Saint-Eutrope[26], de la fin du XVe siècle ou du début du XVIe siècle. L'église est restaurée au début du XXe siècle suivant un projet de l'architecte Lucien Dubarry de Lassale. Elle est inscrite à l'Inventaire général du patrimoine culturel[27].
- Église Saint-Christophe de Taradel.
- Église Saint-Étienne de l'église de Montardit.

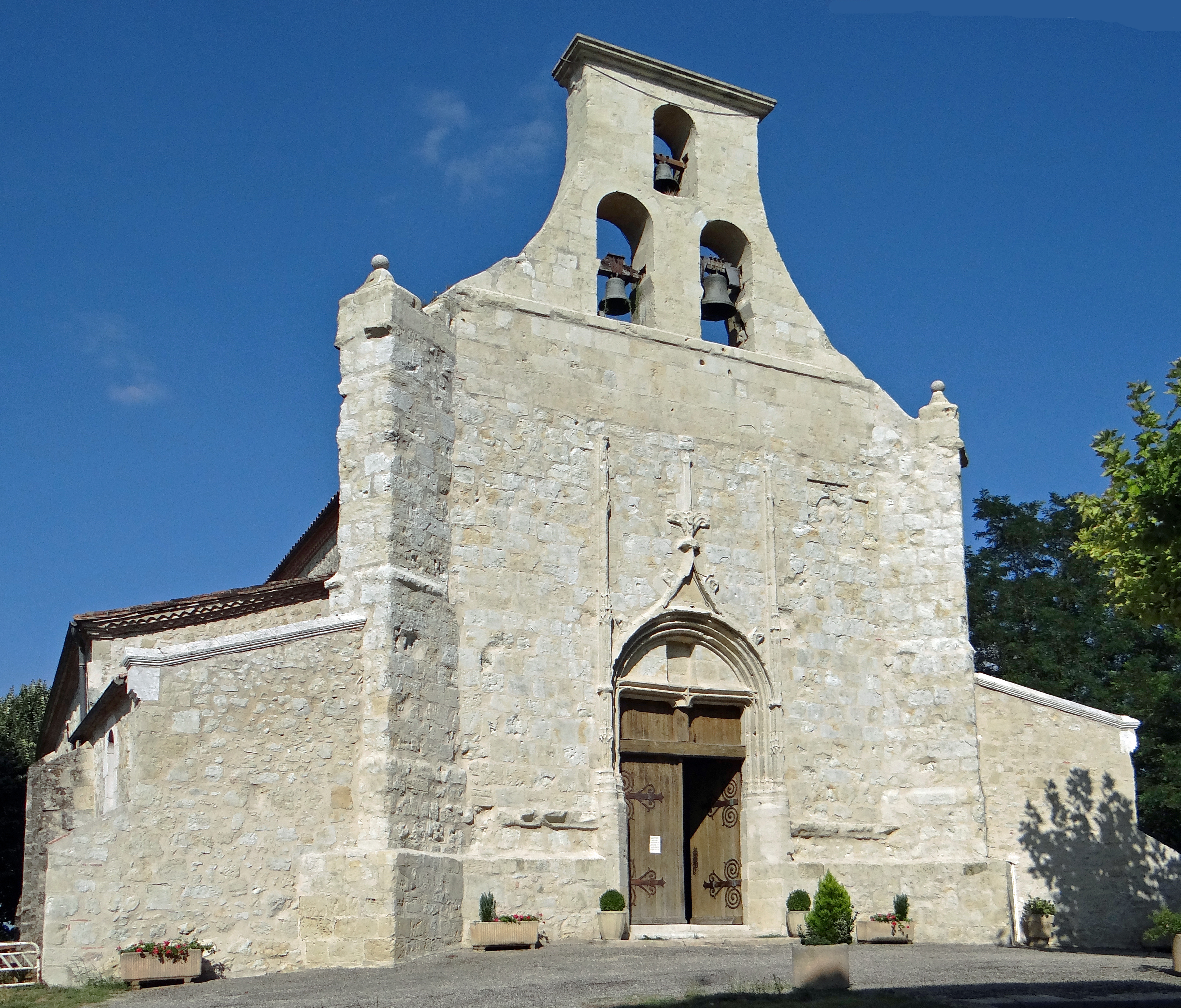
Église Saint-Eutrope
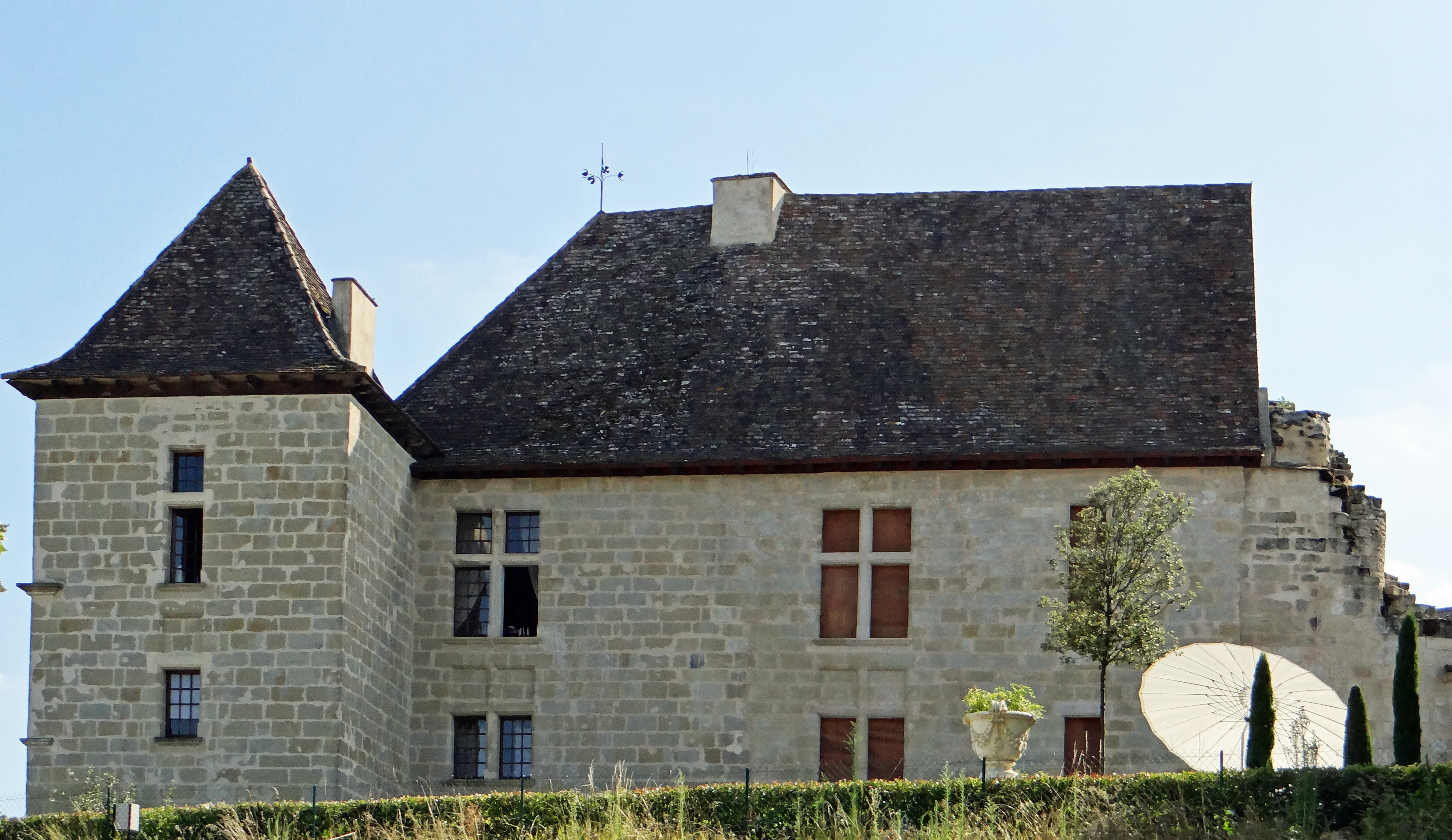
Château de Verteuil ou des Vallons
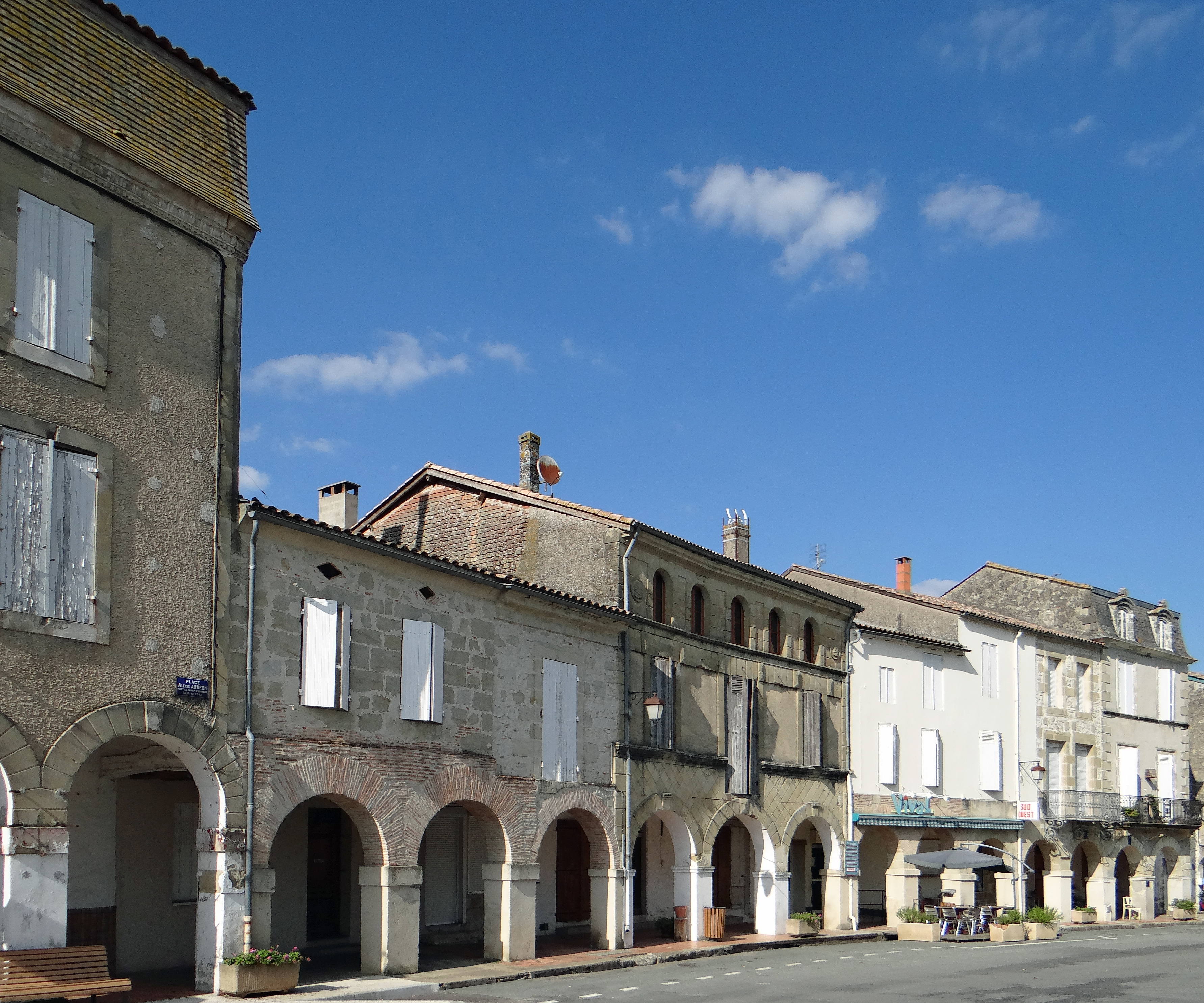
Maisons sur la place
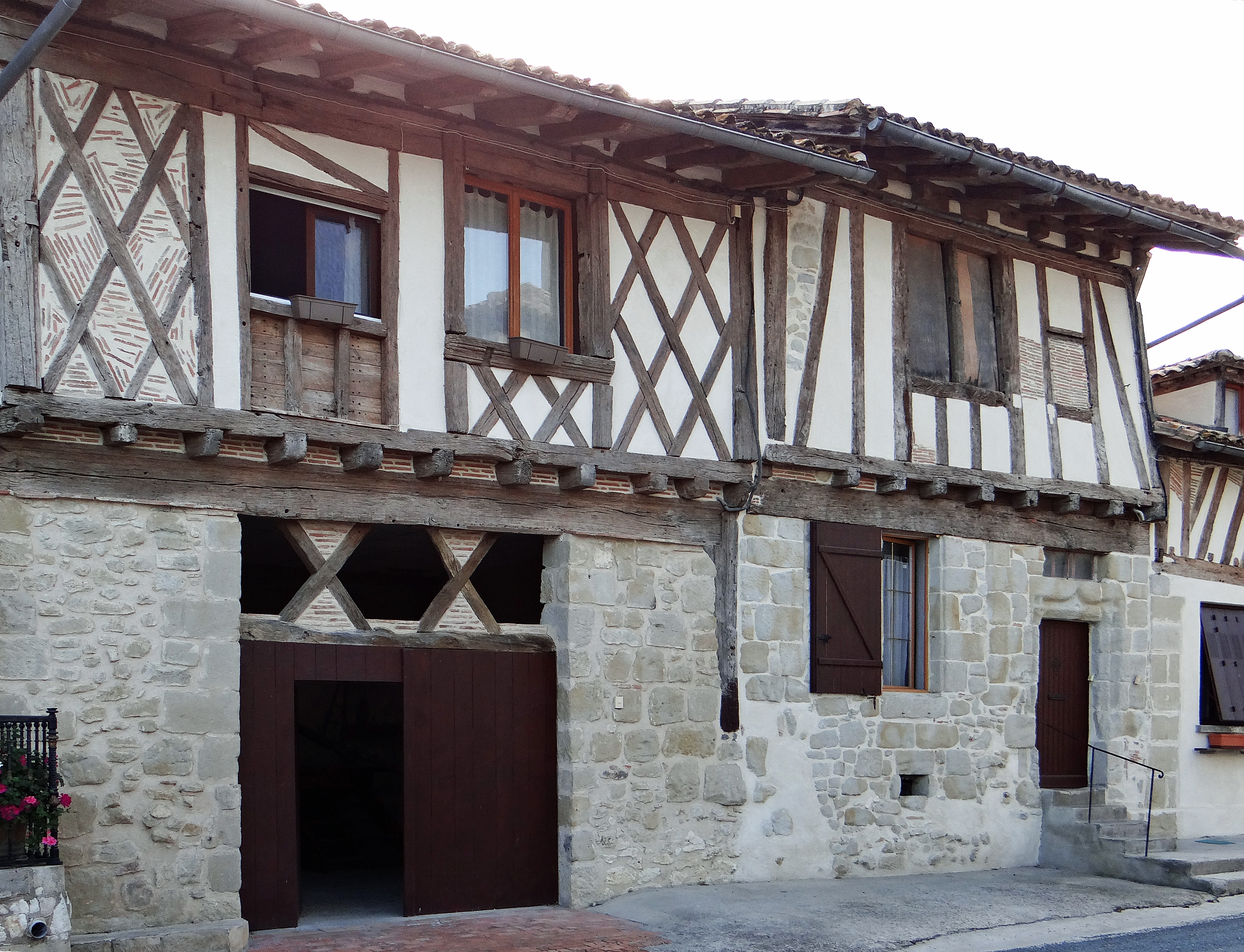
Maisons à colombage

## Personnalités liées à la commune
- Jacques Rigaud[28]